# جيبا (كومونا)
جيبا، (بالإنجليزية:  Giba)‏، هي بلدية في مقاطعة جنوب سردينيا، سردينيا، إيطاليا.

## السكان
في سنة 1861 بلغ عدد السكان 815 نسمة، وتطور العدد ليصل في سنة 2011 لـ 2٬120 نسمة.
يظهر هذا المخطط البياني تطور النمو السكاني لـ جيبا (كومونا)